# Les Feuilles mortes
A Les Feuilles mortes (angol címén: Autumn Leaves, magyar címén: Hulló levelek ) egy 1945-ben komponált, hivatalosan 1946-ban bejegyzett, számtalan változatban feldolgozott, angol címén dzsessz-sztenderddé vált népszerű dal. Szerzője Kozma József, magyar származású francia zeneszerző, szövegírója Jacques Prévert költő. Első alkalommal Marcel Carné 1946-ban készített Az éjszaka kapui című filmdrámája főcímzenéjeként csendült fel.

## Története
A dal zenéjét Kozma József eredetileg az ifjú francia táncművész és koreográfus Roland Petit 1945-ös Le Rendez-vous című balettjéhez komponálta, szerzői jogát viszont 1946 februárjára keltezte. A refrén dallama Jules Massenet Októberi költemény című művének egyik dalára reflektál. Marcel Carné, a kor nagy rendezője látva a balettet úgy döntött, hogy filmet készít a balettből, ezért megkérte barátját, a balett ötletét kidolgozó Jacques Prévert költőt, írjon szöveget a dalra, méghozzá „oly egyszerűt, mint a 'Jó napot!'”. A balettfilm végül is nem készült el, így a dallam először Az éjszaka kapui című film főcímlistája alatt csendült fel, később pedig részletekben hallható a filmben: a szájharmonikás csavargó képében megjelenő Végzet játékát hallva, az akkor debütáló Yves Montand (Diego) dúdolgatja és énekli a refrén utolsó két sorát, majd partnere, Nathalie Nattier (Malou) dúdolja; ez utóbbi Irène Joachim énekesnő hangján.
Az 1946 decemberében bemutatott játékfilm, a „költői realizmus” mitikus műve – amelynek díszlettervezője egy másik neves magyar származású művész, Trauner Sándor volt – óriásit bukott, a fülbemászó dal viszont pár év alatt világsikerre tett szert. Különösen Amerikában értékelték. Marcel Carné ezzel kapcsolatban a következőket írta memoárjában.
| „ | Jacques-ot különösen idegesítette, hogy a sajtóban teljes csend veszi körül a Hulló leveleket. Igaza is volt. Semmiféle kritika, ami előremutató lenne, nem hívta fel a figyelmet a dalra, amely négy évvel később körbejárta a világot és a legnagyobb amerikai énekesek, Sinatra és Nat King Cole repertoárján szerepeltek. Valójában Montand, aki megalkotta és Juliette Gréco, aki átvette, négy évig nem tudta sikerre vinni! Az előbbi mindenkinek, aki meghallgatta, elmondta, hogy ő felvette ugyan a repertoárjába, mert szerette, de minden alkalommal, amikor elénekelte, hűvös fogadtatásban részesült. Robert Valey-nak, akkori titkárának, aki a lemezfelvételt sürgette, azt válaszolta, hogy „a dallam túl bonyolult, és semmi esélye arra, hogy a közönséget érdekelje...” | ” |
|   | |   |

A filmbeli előadás miatt Yves Montand azt állította, hogy először ő énekelte a dalt nagyközönség előtt, amire 1995-ben egy rádióinterjúban Cora Vaucaire énekesnő megjegyezte, hogy „nem éppen elegáns” Montand kijelentése, mivel valójában ő énekelte először az Échelle de Jacob (Jákob lajtorjája) mulatóban és vele készült először lemezfelvétel (1948). Nagyjából ugyanakkor rögzítette lemezre a dalt – részben német nyelven – Marianne Oswald énekesnő is; az első férfi előadó pedig Jacques Douai volt (1948). Yves Montand 1949-ben készítette el a saját stúdiófelvételét. A dal népszerűsítése érdekében Yves Montand 1950-ben elénekelte a teljes dalt Christian-Jaque Elveszett emlékek című szkeccsfilmjének „A hegedű” epizódjában.
Az angol változat szövegét 1949-ben írta Johnny Mercer amerikai dalszövegíró, énekes Autumn Leaves címmel, amelyet Jo Stafford amerikai és Édith Piaf francia énekesnők az elsők között adtak elő (1949, 1950). A dal rövid idő alatt aratott nagy sikert és vált előbb pop-, majd dzsessz-sztenderddé.

## A dal utóélete
Az első felvételek óta számtalan feldolgozás született a világ csaknem összes nyelvén és hangszerén; napjainkra már több mint 600 előadó tűzte műsorára. A dal dzsesszvilágba történt betörése elsősorban Oscar Peterson zongoristának köszönhető. Előadói között számos híresség található; a dal közkedveltsége miatt előbb-utóbb minden dzsesszzenésznek, dzsesszformációnak születik egy Autumn leaves-feldolgozása.
Olyan klasszikus előadók tűzték műsorukra, mint Plácido Domingo vagy a trombitavirtuóz Maurice André. A klasszikus sanzon- és a dzsesszes változatokon felül több zenei stílus is rátalált. A marokkói származású francia bariton operaénekes, David Serero közös felvételt készített a rhythm and blues-énekes Jermaine Jacksonnal, váltva az angol és francia szöveget. Frankie Veloz salsa ritmusban dolgozta fel, Grace Jones diszkó stílusban adja elő, a Coldcut pedig elektronikus zenében.

### Híres előadói
Cannonball Adderley, Gene Ammons, Maurice André, Svend Asmussen, Chet Atkins, Martin Atkinson, Joan Baez, Chet Baker, Bardóczy Attila, Count Basie, Tony Bennett, Acker Bilk, Andrea Bocelli, Pat Boone, Susan Boyle, Dee Dee Bridgewater, Ray Bryant, José Carreras, Eva Cassidy, Adriano Celentano, Eric Clapton, Petula Clark, Richard Clayderman, Cochabamba, Nat King Cole, Coldcut, John Coltrane, Chick Corea, Bing Crosby, Dalida, Miles Davis, Doris Day, Paul Desmond, Alexandre Desplat, Sacha Distel, Plácido Domingo, Bob Dylan, Lisa Ekdahl, Duke Ellington, Bill Evans, Fajrúz, Serge Gainsbourg, Diamanda Galás, Erroll Garner, Stan Getz, Dizzy Gillespie, Stéphane Grappelli, Juliette Gréco, Françoise Hardy, Vincent Herring, Yvette Horner, Jermaine Jackson, Ahmad Jamal, Keith Jarrett, Grace Jones, Tom Jones, Diana Krall, Ute Lemper, Mark Lanegan, Ledisi, Michel Legrand, Jerry Lee Lewis, Lio, Eddy Louiss, Wynton Marsalis, Mireille Mathieu, Bobby McFerrin, Yehudi Menuhin, Yves Montand, James Moody, Marcel Mouloudji, Nána Múszhuri, Joe Pass, Patachou, Art Pepper, Oscar Peterson, Michel Petrucciani, Édith Piaf, Piros Ildikó és Huszti Péter, Iggy Pop, André Rieu, Rosenberg Trio, Diana Ross, Tino Rossi, Emmy Rossum, Demis Roussos, Jean Sablon, Rhoda Scott, Frank Sinatra, Barbra Streisand, Szíj Melinda, Billy Talent, Toots Thielemans, Charles Trenet, Sylvie Vartan, Cora Vaucaire, Hannes Wader, Kenny Washington, Sarah Vaughan, Andy Williams, Roger Williams, Lambert Wilson, Zaz, Daniela Papale, Cora Vaucaire, Dave Stryker, ...

### Magyar feldolgozások
Kozma melódiájához Vécsey Ernő írt magyar szöveget A két szemét még most is látom címmel, amely 1955-ben kottában is megjelent, s amelyet felesége, Zsolnai Hédi felvett repertoárjába. A dalt Ferrari Violetta énekelte fel egy Vámosi Jánossal 1956-ban megjelent közös lemez „B” oldalára. A népszerűvé vált magyar dalszövegnek azonban nincs sok köze az eredeti francia szöveghez. Közelebb áll hozzá Reményi Gyenes István fordítása, Ez az a dal címmel, melyet Huszti Péter és Piros Ildikó páros ad elő duettben.
Jacques Prévert verséből Baranyi Ferenc készített műfordítást  Halott levelek címmel, amely 2003-ban jelent meg A Montmorency-i szerelmesek kötetben.
Ami a magyar előadói változatokat illeti, azoknak se szeri se száma Zsolnai Hédi, Ferrari Violetta klasszikus előadásaitól Vámosi János táncdalos verzióján át Szíj Melinda közelmúltbeli megasztáros produkciójáig.

### Listás helyezések
1955 novemberében Roger Williams amerikai zongoravirtuóz változata négy héten át vezette a Best Sellers In Stores (A lemezboltok legkelendőbb kislemezei) zenei listát az Amerikai Egyesült Államokban. E klasszikussá vált felvétel a mai napig vezeti a zongorán előadott művek legeladottabb kislemezeinek listát. A Billboard magazin 1955. évi 30-as összesített listáján a 4. helyezést érte el.
1980-ban a francia Filmművészeti és Filmtechnikai Akadémia tagjainak szavazata alapján 1. helyezést ért el „„a francia filmművészet 10 legszebb dalának” listáján. Az eredményt az 5. César-gálán hirdették ki.

## Zenei áthallások
A már említett Massenet-dal egy zárósorának („Ma bien aimée, c'est la beauté!”) illetve Kozma refrénje kezdősorának dallama („C'est une chanson qui nous ressemble”) közötti azonosság mellett a refrén egy további szakaszának dallama („Mais la vie sépare ceux qui s'aiment / tout doucement sans faire de bruit”) feltűnő egyezést mutat a Bécsi munkásinduló egy dallamfrázisával („Repülj te lángoló, tűzszínű zászló, / Vezess az éjek éjén át”).

## Érdekességek

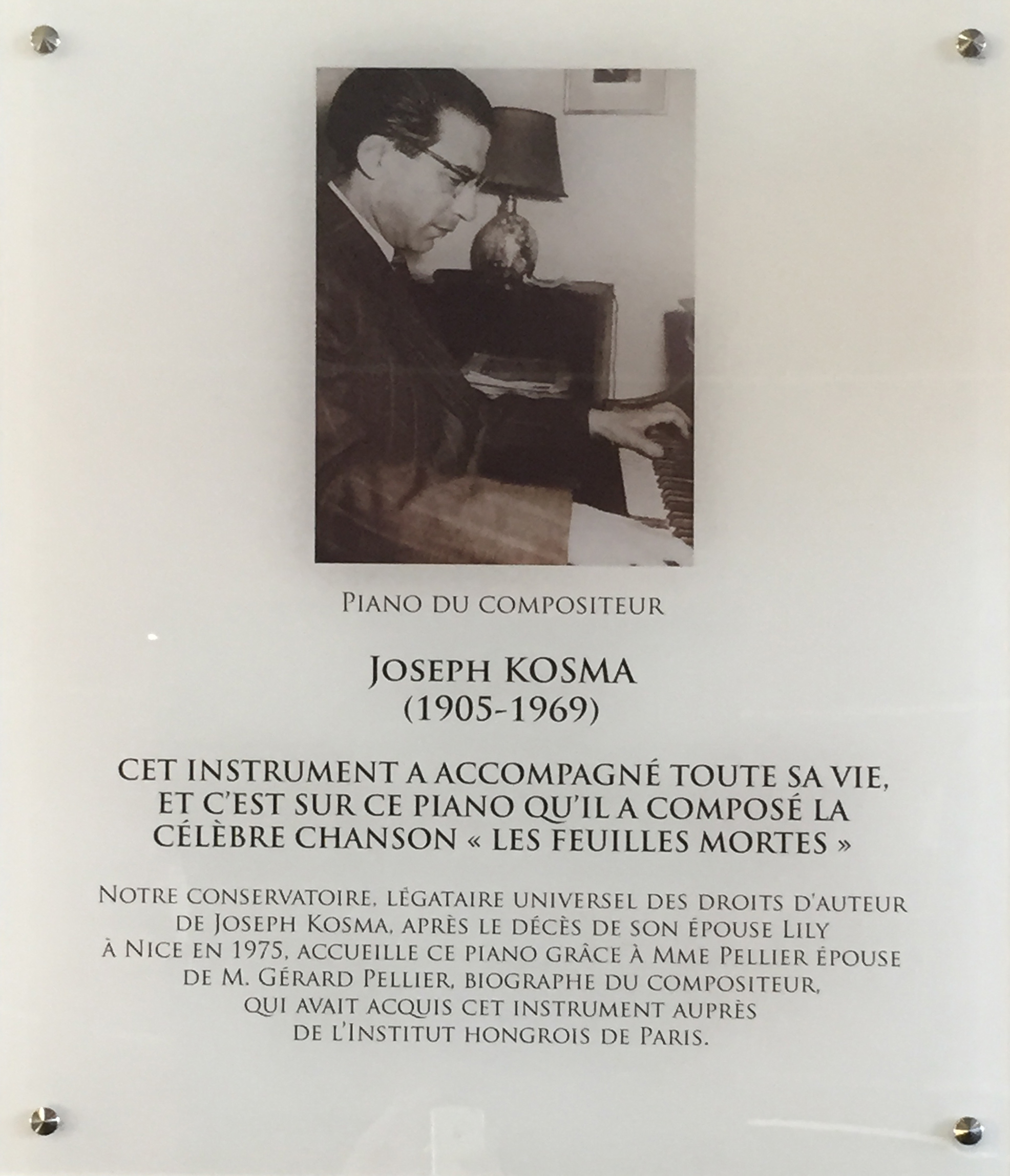
Kozma kiállított zongorájának felirata a Nizzai Konzervatórium halljában

A nagy sztárok közül Marlene Dietrich sohasem vette fel a dalt a repertoárjába, mivel egy anekdota szerint a haragtartó Jacques Prévert egyszerűen nem engedte meg neki, hogy elénekelje. Eredetileg ugyanis Marlene játszotta volna Az éjszaka kapui női főszerepét Jean Gabin partnereként, de miután magánéletében éppen akkor szakított Gabinnel, határozottan visszautasította Malou szerepét.
Yves Montand – aki nagy sikereket aratott angolszász nyelvterületen is – sohasem volt hajlandó elénekelni a dalt angolul. Ugyanígy járt el Juliette Gréco is, 1951-ben kezdődő külföldi fellépései során. Cora Vaucaire-rel együtt ők számítottak a Hulló levelek klasszikus előadóinak.
Serge Gainsbourg dalban állított emléket a Hulló leveleknek az 1961-ben megjelent harmadik albumán, La chanson de Prévert (Prévert dala) címmel, melyben az ősz eljöttével a Hulló levelek mindannyiszor elhulló szerelmeit juttatja eszébe...
Nizza egyik közparkját szegélyező utca Kosma nevét viseli, mivel a zeneszerző özvegye, Lily Kosma a dal szerzői jogait a városnak adományozta azzal a feltétellel, ha ott utcát nevezzenek el volt férjéről. A szerző hagyatékát és a jogokat kezelő nizzai regionális konzervatóriumban található az az 1895-ös Pleyel zongora is, amelyen Kozma a dalt komponálta, s amelyet Kozma életrajzírója a Párizsi Magyar Intézettől szerzett meg.
2010 nyarán kalapács alá került Jacques Prévert több alkotása, közöttük a Hulló levelek öt lapból álló eredeti kézirata is 28 ezer eurós kikiáltási áron. A magánkézben lévő francia Levelek és Kéziratok Múzeuma (Musée des lettres et manuscrits) az előzetesen vélt 30– 40 000 € helyett végül is – a költségekkel együtt – 185 880 euróért vásárolta meg.